# N.p.m. (czasopismo)
Magazyn Turystyki Górskiej „n.p.m.” – miesięcznik poświęcony turystyce górskiej, którego pierwszy numer ukazał się w kwietniu 2001. Pismo przeznaczone było zarówno dla wspinaczy, jak też turystów chodzących po polskich i zagranicznych górach. W latach 2001–2007 redaktorem naczelnym „n.p.m.” był Piotr Pustelnik. Od sierpnia 2007 był nim Tomasz Cylka.
W sierpniu 2009 pismo opublikowało pierwszy ranking polskich schronisk górskich należących do PTTK, który wzbudził duże kontrowersje zarówno wśród turystów, właścicieli schronisk jak i działaczy PTTK. Oceniano warunki noclegowe, standard wyżywienia, warunki sanitarne, obsługę oraz ogólnie pojętą atmosferę panującą w obiekcie. Kolejne edycje miały miejsce w latach: 2011, 2013, 2015, 2017 i 2019. Punktem wyjścia do ocen był regulamin PTTK. Idea tworzenia rankingu została pochwalona m.in. przez wiceprezesa PTTK, Edwarda Kudelskiego.
W listopadzie 2019 redakcja poinformowała o zawieszeniu wydawania pisma, ostatnim numerem był 12/2019. Sprzedaż w pierwszym półroczu 2019 wyniosła 7090 egz. Ogółem wydano 225 numerów.
Większość zespołu redakcyjnego „n.p.m.”, łącznie z Tomaszem Cylką znalazła się w redakcji miesięcznika „Na szczycie”, wydawanego od lutego 2020 przez Event Concept.

## Ranking schronisk górskich PTTK
| Edycja rankingu | Rok  | I miejsce                              | II miejsce                                              | III miejsce                              | Ostatnie miejsce                             |
| I               | 2009 | Schronisko PTTK na Przełęczy Przegibek | Bacówka PTTK na Rycerzowej                              | Bacówka pod Bereśnikiem                  | Schronisko PTTK „Bacówka pod Trójgarbem”     |
| II              | 2011 | Schronisko PTTK na Hali Lipowskiej     | Schronisko PTTK „Andrzejówka” na Przełęczy Trzech Dolin | Schronisko PTTK w Dolinie Roztoki        | Schronisko PTTK na Hali Szrenickiej          |
| III             | 2013 | Schronisko PTTK „Andrzejówka”          | Schronisko PTTK „Pasterka” w Pasterce                   | Schronisko PTTK w Dolinie Roztoki        | Schronisko PTTK na Przełęczy Okraj           |
| IV              | 2015 | Schronisko PTTK w Dolinie Roztoki      | Schronisko PTTK „Andrzejówka”                           | schronisko PTTK na Markowych Szczawinach | Schronisko PTTK „Orlica” w Zieleńcu          |
| V               | 2017 | Schronisko PTTK w Dolinie Roztoki      | Schronisko PTTK „Orlica” w Szczawnicy                   | Schronisko PTTK na Hali Lipowskiej       | Dom Wycieczkowy PTTK „Harcówka” w Wałbrzychu |
| VI              | 2019 | Schronisko PTTK w Dolinie Roztoki      | Schronisko PTTK „Orlica” w Szczawnicy                   | Bacówka PTTK na Maciejowej               | Schronisko PTTK na Luboniu Wielkim           |